# 싱가포르 정부의 법정 위원회
싱가포르 정부의 법정 위원회(Statutory boards of the Singapore Government)는 싱가포르 의회에서 법률로 통과된 법률에 따라 운영 기능을 수행하는 임무를 맡은 자치 조직이다. 법령은 각 기관의 목적, 권리 및 권한을 정의한다. 이러한 조직은 일반적으로 특정 부처에 보고하게 된다. 이 목록에는 현재 및 새로운 법정 위원회가 모두 포함되어 있다.
싱가포르는 이러한 법정위원회 덕분에 매우 효율적이고 중앙집권적인 정부 시스템으로 유명한 국가이다. 이들은 국가의 다양한 부문에서 정책과 프로그램을 개발하고 실행하는 데 중요한 역할을 한다.
이 위원회는 싱가포르인의 복지와 복지를 보장한다는 목표로 필수 서비스를 제공하고 주요 산업을 규제하는 역할을 담당한다. 고도로 중앙 집중화되고 효율적인 법정 위원회 시스템은 싱가포르가 현대적이고 번영하는 국가로 성공하는 데 기여했다.